# Jans Koerts
Jans Koerts (Eefde, Gelderland, 24 d'agost de 1969) és un ciclista neerlandès, que fou professional entre 1992 i 2005.
Bon esprintador, durant la seva carrera professional també va fer de llançador d'altres companys seus com Jean-Paul van Poppel, Robbie McEwen o Stuart O'Grady. Del seu palmarès destaca la victòria d'etapa a la Volta a Espanya de 2000 i el Campionat dels Països Baixos en ruta de l'any següent. Una greu caiguda al Trofeu Joaquim Agostinho de 2005 li provocà la fractura dels dos turmells, diverses costelles i un fèmur. Va tornar a competir el març de 2007 a la Ster van Zwolle.
El 2007 va reconèixer haver consumit productes dopants durant la seva carrera esportiva.

## Palmarès
- 1990
  - Vencedor d'una etapa de la Teleflex Tour
  - 1r a la Volta a Saxònia
- 1991
  - 1r a la Ronde van Noord-Holland
  - Vencedor d'una etapa de la OZ Wielerweekend
  - Vencedor de 2 etapes del Circuit Franco-belga
- 1992
  - 1r a la Volta a Limburg
- 1993
  - Vencedor d'una etapa del Tour d'Armòrica
  - Vencedor d'una etapa del Volta a Portugal
- 1994
  - 1r al Gran Premi de Denain
  - Vencedor d'una etapa del Tour de Poitou-Charentes
- 1995
  - 1r al Circuit de Houtland
- 1996
  - 1r al Gran Premi Jef Scherens
  - 1r al Memorial Rik van Steenbergen
  - Vencedor d'una etapa de la Volta a Burgos
  - Vencedor d'una etapa de la Teleflex Tour
  - Vencedor de 2 etapes de la Commonwealth Bank Classic
- 1998
  - 1r al Gran Premi d'Affligem
  - Vencedor d'una etapa de la Volta a Dinamarca
  - Vencedor de 2 etapes de la Commonwealth Bank Classic
- 1999
  - Vencedor de 2 etapes de la Volta a la Baixa Saxònia
  - Vencedor de 2 etapes de la Commonwealth Bank Classic
  - Vencedor de 2 etapes del Giro del Cap
  - Vencedor d'una etapa de la Ster der Beloften
  - 1r de la OZ Wielerweekend i vencedor d'una etapa
  - Vencedor d'una etapa de la Volta a Renània-Palatinat
  - 1r a la Ronde van Noord-Holland
  - 1r al Tour de Drenthe
- 2000
  - 1r al Sparkassen Giro Bochum
  - 1r al Omloop van het Waasland
  - Vencedor d'una etapa de la Volta a Espanya
  - Vencedor d'una etapa dels Tres dies de De Panne
  - Vencedor de 2 etapes de la Commonwealth Bank Classic
- 2001
  -  Campió dels Països Baixos en ruta
  - Vencedor d'una etapa de la París-Niça
  - Vencedor d'una etapa del Tour de Picardia
  - Vencedor de 2 etapes del Tour de Langkawi
- 2003
  - 1r al Gran Premi d'Isbergues
  - 1r al Tour Beneden-Maas
  - 1r a la Ronde van Noord-Holland
  - 1r a la Halle-Ingooigem
  - Vencedor d'una etapa de la Volta a Dinamarca
  - Vencedor d'una etapa de la Volta a Saxònia
  - Vencedor d'una etapa de la Volta a Bèlgica
- 2004
  - 1r al Tour de Rijke

### Resultats al Tour de França
- 2000. Fora de control (8a etapa)

### Resultats a la Volta a Espanya
- 1997. Abandona (7a etapa)
- 2000. Abandona (11a etapa). Vencedor d'una etapa